# Arlington Heights, Illinois
Arlington Heights là một làng thuộc quận Cook, tiểu bang Illinois, Hoa Kỳ. Năm 2010, dân số của làng này là 75101 người.

## Dân số
Dân số qua các năm:
- Năm 2000: 76031 người.
- Năm 2010: 75101 người.